# Grot Blang
Grot Blang is een bestuurslaag in het regentschap Aceh Besar van de provincie Atjeh, Indonesië. Grot Blang telt 366 inwoners (volkstelling 2010).